# Citadella (Rabat)
Il-Kastell (angolul The Citadel) a máltai Għawdex (Gozo) szigetének erődje volt a sziget közepén, Rabat fölött egy 120 méter magas platón. Az első erődítés ezen a helyen valószínűleg a bronzkorban jött létre, a föníciaiak kora óta folyamatosan lakott. Az erődből nőtt ki a mai város, majd a városból vált ki a sziget többi települése 1678-tól kezdve. 1798-tól nem használták katonai célokra, a második világháború és az 1963-as földrengés óta pedig szinte lakatlan, csak múzeumok, a bíróság és a Gozói egyházmegye székhelye található benne.

## Elhelyezkedése

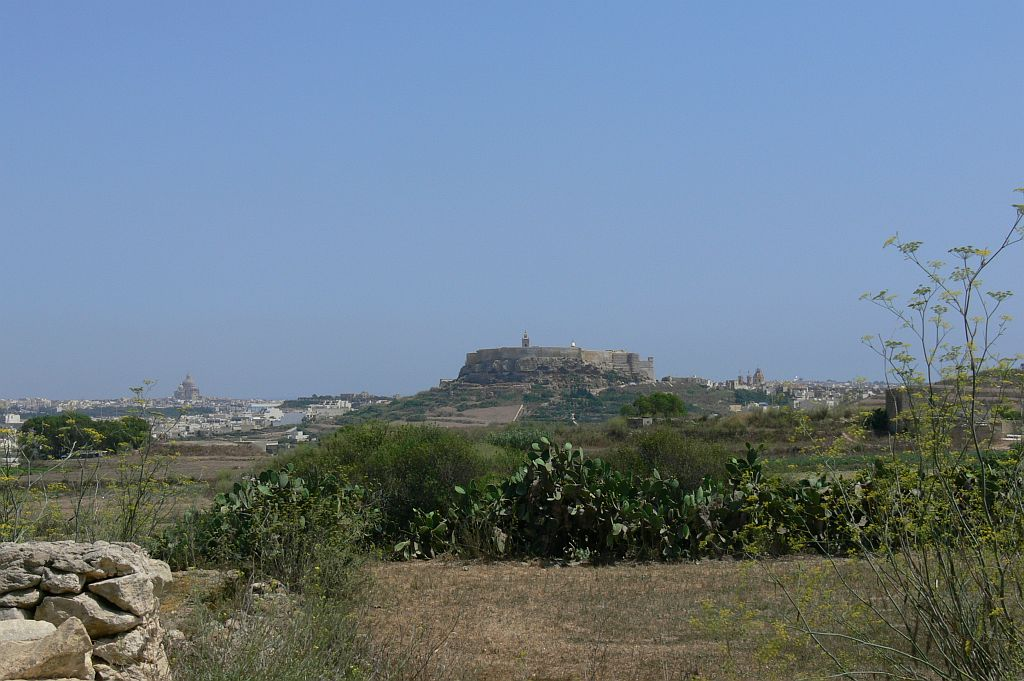
A Citadella nyugat felől

Gozo szigetének szinte pontosan a közepén, a sziget egyik legmagasabb mészkő-platóján áll. A majdnem kör alakú platóról a sziget nagy része látható, ezen kívül Malta szigetének egy kis része is. A plató három oldala meredek sziklafal, a déli oldal lankásabban nyúlik a város felé. A Citadella felülről két különböző, egymáshoz illesztett darabnak látszik: északkeleti oldalán lapos romok fekszenek, itt ma is a félkörívben haladó, aragóniai építésű falak láthatók. A délnyugati oldal beépített, ahol már a johanniták messze nyúló, nagyszabású védművei, a Szent Mihály-bástya valamint a Szent János- és Szent Márton-félbástyák állnak. Középkorból megőrzött utcaszerkezete a romos részen is épen maradt, a házak romjai derék- vagy fejmagasságig emelkednek.

## Története

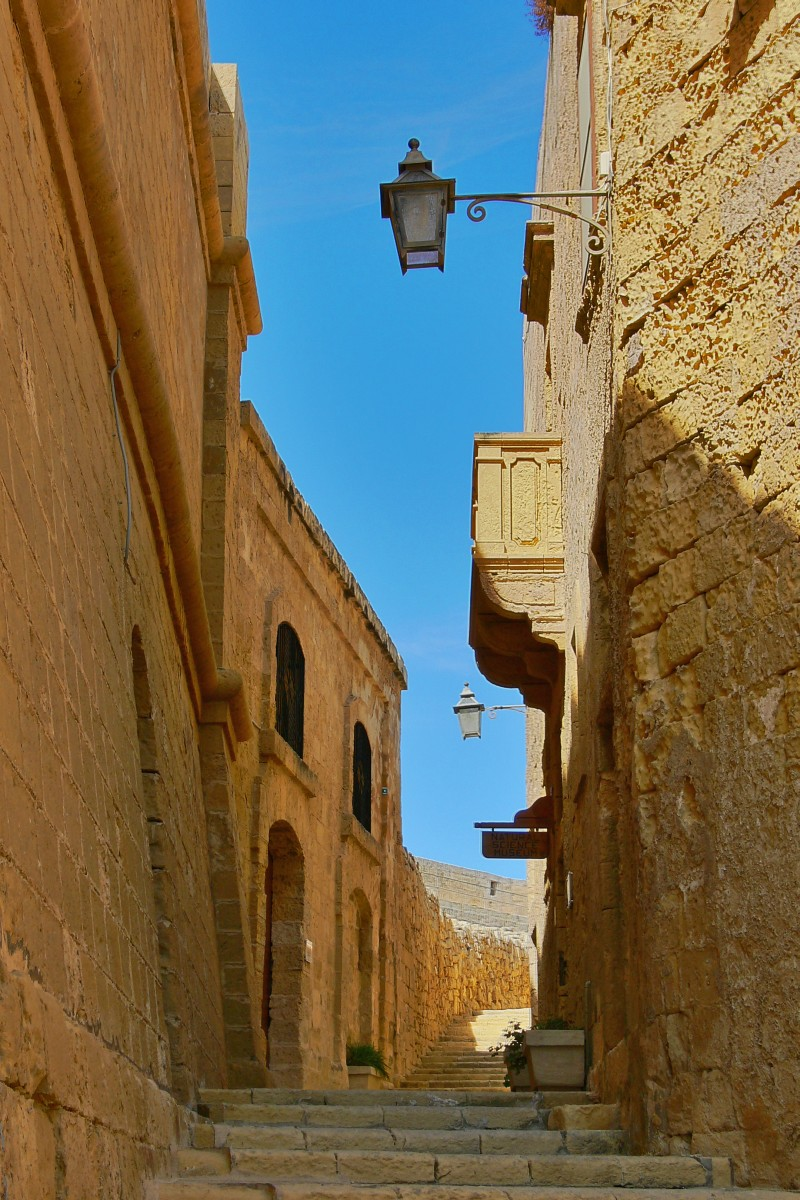
Utca a Citadellában

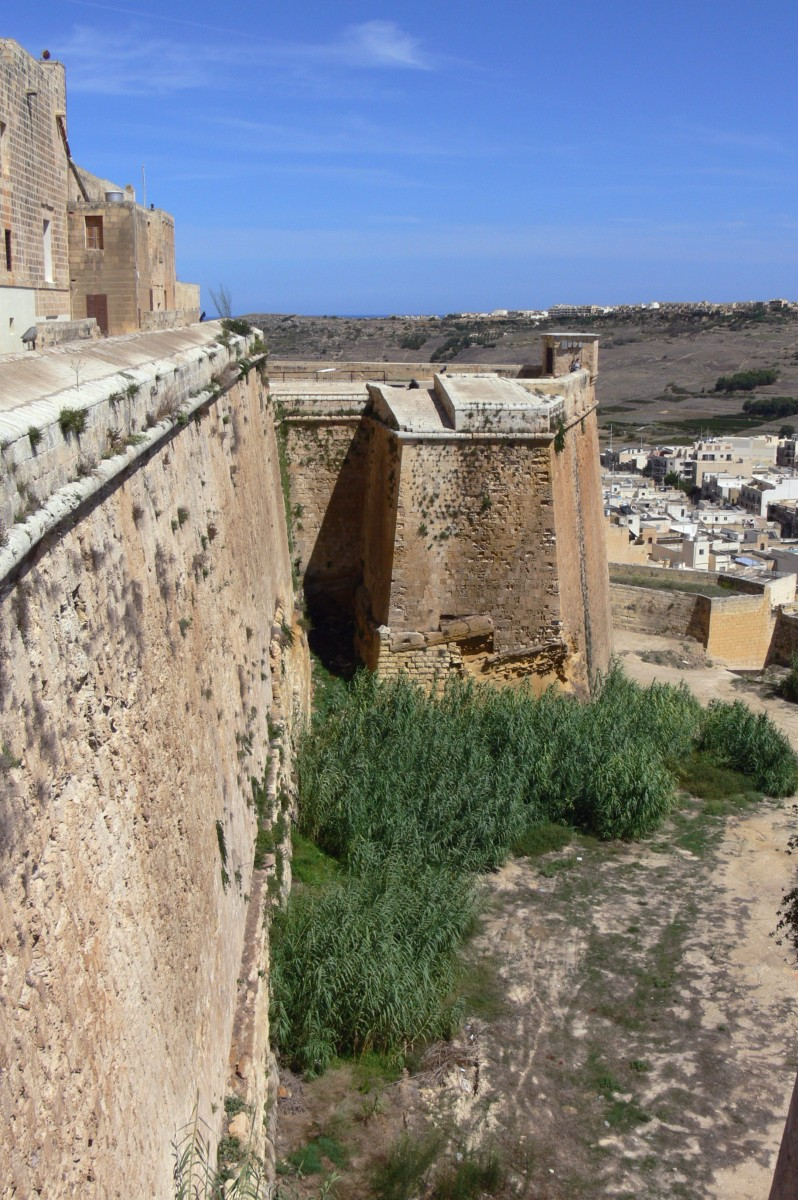
A Szent János-bástya

A domb első építményei Kr. e. 1500 körül épültek. A föníciaiak és a rómaiak idején már a sziget központja, Kr. e. 218-tól szövetséges városként, majd Hadrianus császár uralmától kezdve municipiumként. Ekkoriban Melitával (a mai Mdina) egyenrangú település volt, jómódú házakkal és Juno templomával. A római uralom után gyors egymásutánban a vandálok és az osztrogótok uralták, majd Bizánc kezébe került. 870-től az észak-afrikai arabok uralták, ekkortól Medina (erődített város) volt a neve, a lába előtt kialakuló városnak pedig Rabat (előváros). Ezekből a századokból szinte semmilyen tárgyi emlék nem maradt fenn. 1090-ben a normann Roger szicíliai gróf foglalta el a szigeteket, ezzel megkezdődött a hosszú szicíliai uralom. Gozo tért át gyorsabban a keresztény hitre, és 1299-ben már önálló egyházközségként említik. A Máltát uraló Anjou-ház és Genova háborújában utóbbiak 1275-ben kifosztották a szigetet. Az aragóniai uralomtól kezdve a sziget legfőbb méltósága a capitano della verga (hakim, kapitány) volt. A Citadellában lakott, amelyet megerősítettek.
1530-ban Máltát a Jeruzsálemi Szent János Ispotályos Lovagrend kapta meg hűbérbirtokul, ám számukra Gozo szigete másodlagos volt. A kormányzó lovag a Citadellában lakott, de nem sokat törődtek az erőd állapotával. Ebben a században szinte minden évre jutott egy-egy oszmán támadás, 1551-ben a Máltáról sikertelenül távozó Turgut reisz ostrom alá vette a Citadellát, Galatian de Sesse kormányzó pedig a lovagok szabad elvonulása fejében a sziget teljes lakosságát hátrahagyta prédául. 5000 embert hurcoltak rabszolgaságba, a megmenekültek számát forrástól függően néhány tucat és 1500 fő közé teszik. A folytatódó sorozatos támadások (1560, 1563, 1572, 1574, 1582, 1598 és 1599) miatt 1599 és 1603 között végül megerősítették a Citadellát, ekkor épültek a modern bástyák a lankás déli oldalon. Ekkortól törvény kötelezte a sziget lakóit, hogy az éjszakát a várban kell tölteniük, ami a helyhiány miatt visszavetette a lakosság növekedését. 1637-ben a törvényt eltörölték, így a környező területek kisebb települései fejlődésnek indultak. Az 1670-es években elkészült Rabatban a San Ġorġ (Szent György) plébániatemplom, 1678-ban pedig önállóvá vált az első település, Xewkija. 1667-ben még az egységes gozói egyházközség központjaként említik, ekkor 106 háztartásban 358 lakosa volt.

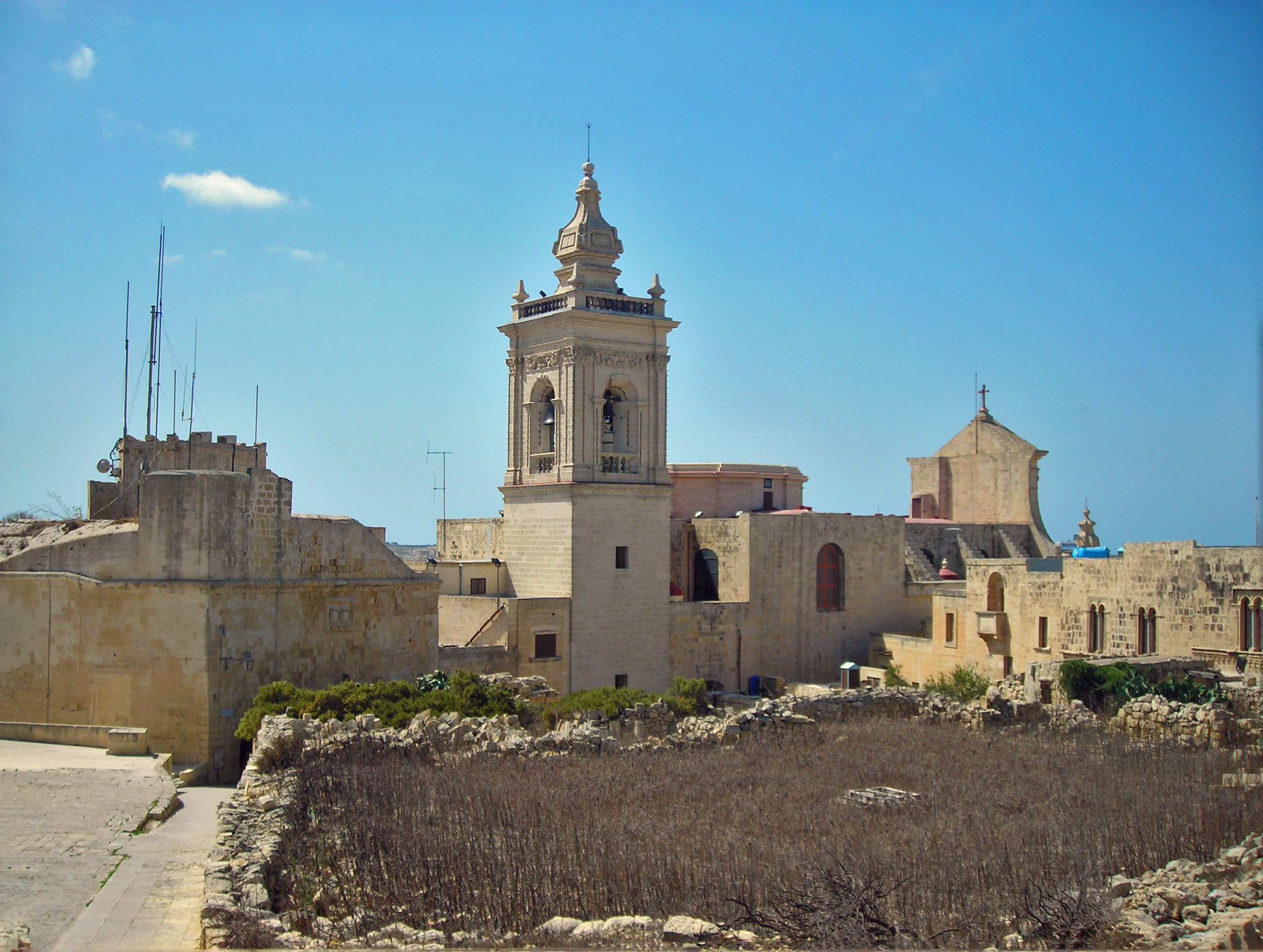
A székesegyház a romos fellegvárban

1693-ban a Szicília jó részét elpusztító földrengés a Citadellát is romba döntötte, az újjáépítéskor építette Lorenzo Gafà a mai katedrális épületét. Egyes források szerint két nagymester beiktatására is itt került sor. Két kísérlet is történt arra, hogy a Citadella helyett új erődített várost építsenek: a 17. század közepén Marsalforn öblét jelölték ki erre a célra (itt végül csak egy őrtorony épült), majd az 1720-as évektől Mġarr mellett kezdődött el egy erőd építése. Utóbbi, a Chambray erőd ugyan el is készült, ám Gozo lakói nem akartak beköltözni.
1798-ban Napoléon Bonaparte tábornok katonái megszállták Máltát, az új közigazgatás szerint pedig Gozo önálló állam lett, amelynek központja Rabat volt. Néhány hónap múlva azonban a fosztogató franciák ellen felkelés tört ki, és a szigetről elűzték a megszállókat. Az új, gozói-brit-nápolyi közigazgatás központja ismét a Citadella lett, ám amint Malta felszabadítása megtörtént (1800), az ország újra egyesült, és a Citadella ismét jelentéktelen vidéki erősség lett. A brit megszállás idején a város jelentős fejlődésnek indult, ehhez képest a Citadella zegzugos, kényelmetlen külváros maradt. Hadászati jelentősége teljesen megszűnt, csak 1904-ben javították ki a kaput, és a 30-as években néhány lakóépületet. A második világháború idején számos német bombatámadás érte, ám a falak helyreállítása helyett 1956-ban kaput vágtak a katedrálissal szemben, hogy a körmenetek kényelmesen vonulhassanak ki az erődből. 1963-ban újabb földrengés rázta meg, amely romba döntötte a maradék lakóházakat. Ezeket máig sem építették fel. A Citadella azóta inkább reprezentatív szerepet tölt be, néhány megmaradt lakóháza mellett múzeumoknak ad otthont, illetve itt található a püspöki palota és a bíróság épülete is. Utóbbi mellett 1962-ig működött a börtön is.
A kormány kifejezett célja a Citadella helyreállítása, amelyet a még álló épületek felújításával és hasznosításával már évtizedek óta folytat. A felújítások üteme akkor gyorsult fel, amikor az UNESCO 1998-ban világörökségi várólistára vette az erődöt. A tervezett munkálatokról 2010. tavaszán az olaszországi Ferrara városában nagyszabású kiállítást is rendeztek. A jelenlegi fázis 2013-ra készül el. A nagyobb szabású átalakítások terveit - köztük az új kapu üveggel való befedését és egy látogatóközpont létrehozását - 2011. októberben fogadták el a hatóságok.

## Látnivalói

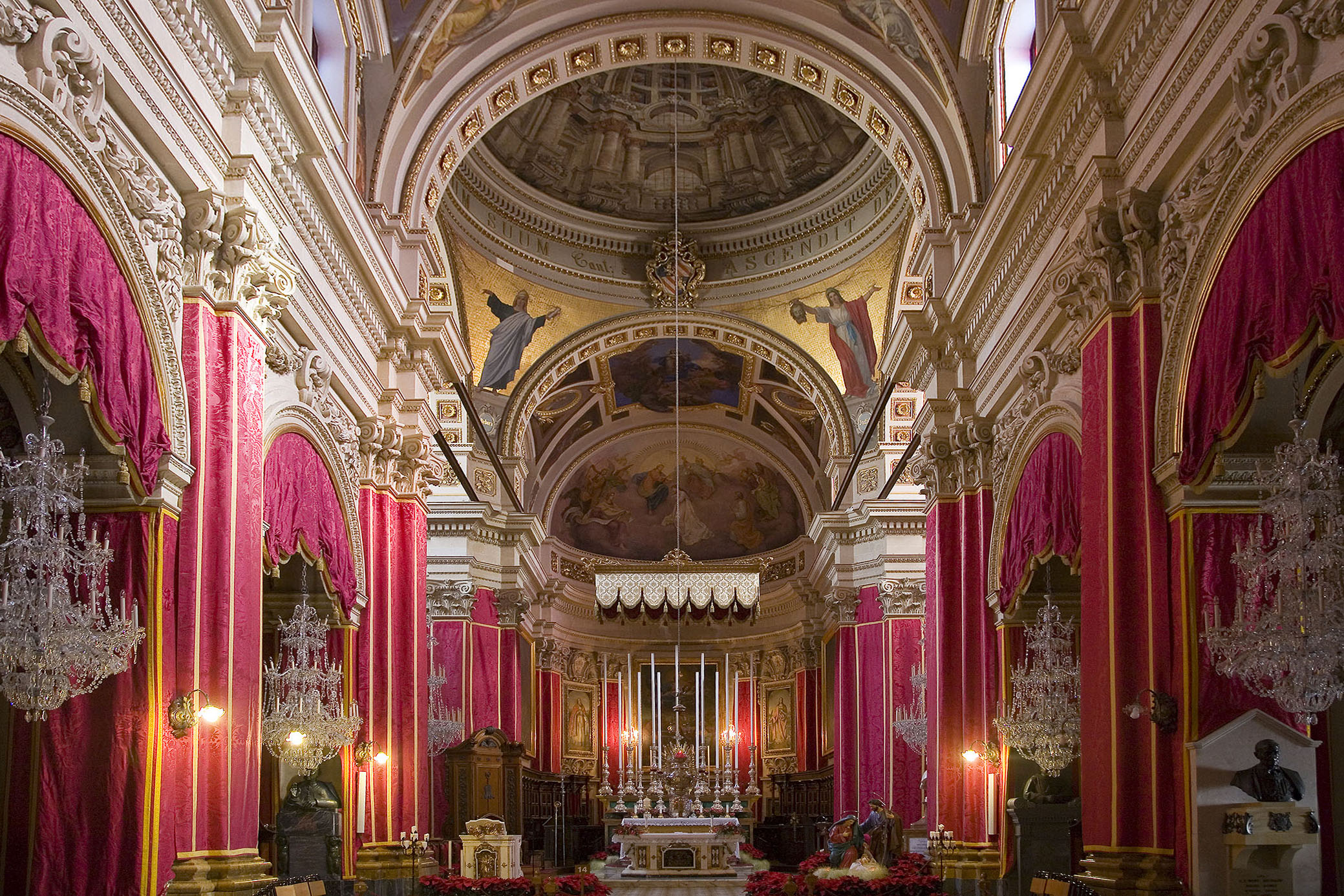
A székesegyház belső tere

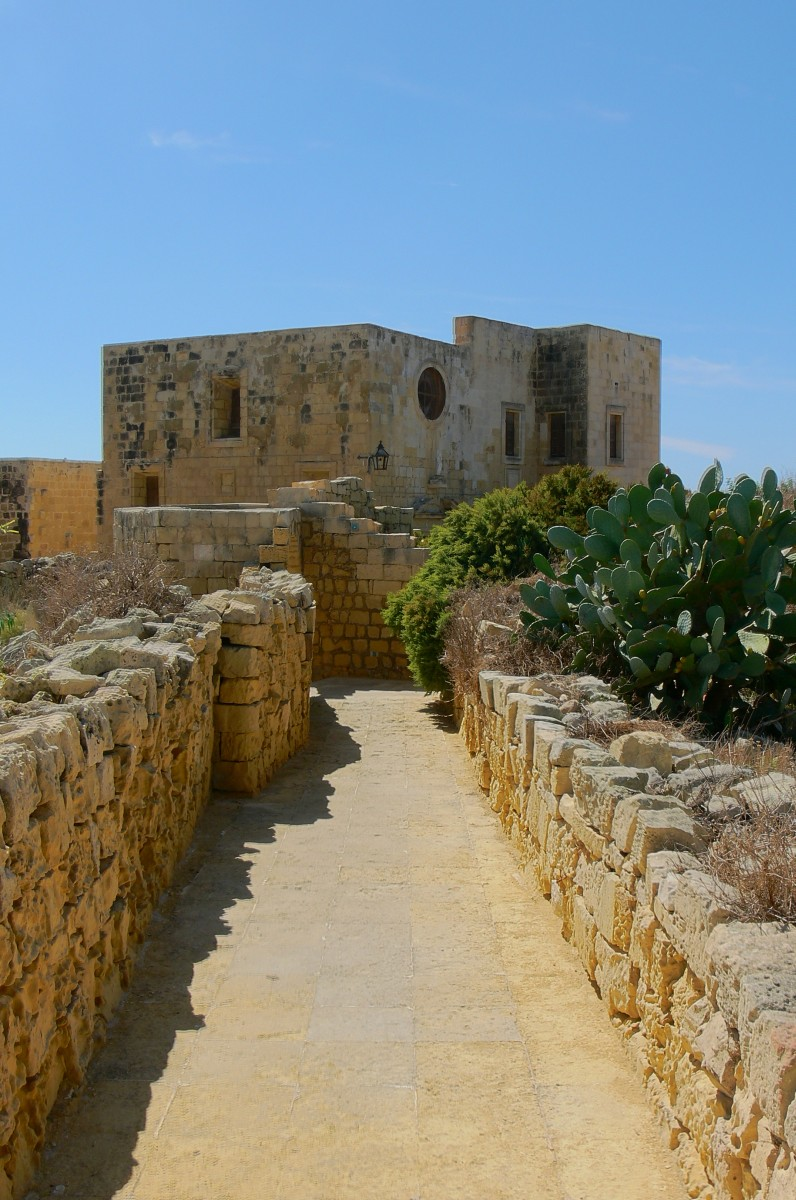
A Szent József-kápolna

- Gozo székesegyháza: az 1697 és 1711 között épült barokk Santa Marija templomot Lorenzo Gafà tervezte. A római Juno-templom romjaira épült, a földrengésben elpusztult templom helyén áll. Latin kereszt alaprajzú, és tisztán mészkőből épült. A szokásostól eltérően tornya a szentély mellett áll. A pénzhiány miatt befejezetlen kupolát Antonio Manuele olasz festő 1739-ben készült trompe-l’oeil festménye helyettesíti.[8] Szűz Mária szobra 1897-ben készült Rómában. A Gozói egyházmegye 1864-es alapítása óta ez a püspök székesegyháza, búcsúnapja augusztus 15.
- Katedrális Múzeum: ruhákat, kéziratokat és egy püspöki hintót mutat be
- Az egykori kormányzói palota és a bíróság palotája ma egyaránt a bíróságnak adnak otthont. Utóbbi Alof de Wignacourt nagymester uralma (1601-1622) alatt épült
- Régészeti Múzeum:[9] a régi városháza, a Palazzo Bondi épületében található. 1960-ban nyílt meg, akkor még Gozo Museum néven. A kiállításon csak Gozóról származó anyagot láthatunk, a kőkortól egészen napjainkig. Különlegességei a hamvasztott maradványokat tartalmazó urna, a Rómát alapító ikreket ábrázoló márványszobor és egy 1173-ból származó arab sírkő, amelyre egy 12 éves lány, Maimuna siratását vésték
- Folklór Múzeum:[10] a 15. századi, szicíliai stílusú lakóházakat 1981-ben vette meg a kormány, és múzeumot hozott létre bennük. A tipikus gozói falusi életstílust bemutató gyűjtemény csak kiállítás, vásárolni nem lehet!
- Természettudományi Múzeum:[11] az aragóniai eredetű épület a sziget első fogadója volt. A múzeum 1991 óta Gozo természetes növény- és állatvilágát mutatja be
- Régi börtön:[12] az 1548-tól a 20. századig használt börtön előterében kiállítás látható Gozo erődítéseiről és katonai életéről, mögötte pedig a börtöncellák eredeti állapotukban látogathatók
- Szent József-kápolna (St. Joseph's Chapel): 1625-ben épült, eredeti berendezését ma a Katedrális Múzeum őrzi
- "Registry": A Gozo Civic Registry Office épülete volt egykor a gozói kapitány (hakim) háza[13]
- A megmaradt épületek között számos középkori, aragóniai és szicíliai stílusút találunk, amelyek hasonló számban csak Mdina városában maradtak fenn

## Megközelítése
A Citadella Rabat központjából néhány perc sétával elérhető. Rabatba Malta felől a Ċirkewwából és Florianából induló komppal és a 25-ös busszal, vagy a nemzetközi repülőtérről induló helikopterjárattal, és bármelyik xewkijai buszjárattal el lehet jutni. A belvárosból a Castle Street vezet fel a kapuhoz. Autóval a környező utcákban lehet parkolni.